# Landsbymusikantens Kærlighed
Landsbymusikantens Kærlighed er en dansk stum dramafilm fra 1910 produceret af Nordisk Filmskompagni. Filmens instruktør er ukendt.

## Handling
Denne artikel mangler et handlingsreferat. Hjælp os med at skrive det.

## Medvirkende
- Lauritz Olsen som landsbymusikanten
- Einar Zangenberg som proprietærsøn
- Agnes Nørlund Seemann som ung pige
- Paul Welander
- Petrine Sonne
- Ingeborg Rasmussen
- Maggi Zinn
- Axel Boesen
- Victor Fabian